# Дан Писле
Дан Писле (рум. Dan Pîslă, нар. 14 червня 1986, Кишинів) — молдовський футболіст, півзахисник клубу «Мілсамі» та збірної Молдови.

## Клубна кар'єра
Писле почав займатися футболом у віці дев'яти років з ініціативи батька. Першим тренером футболіста став Валерій Райлян. У дорослому футболі дебютував 2004 року виступами за команду «Уніспорт-Авто» з Кишинева, в якій провів один сезон, взявши участь у 6 матчах чемпіонату.
У вересні 2005 року він був запрошений в «Динамо» (Київ). Однак за першу команду він так і не зіграв, провівши лише 5 матчів за резервну команду у чемпіонаті дублерів. Під час зимового міжсезоння 2005/06 він перейшов в румунський «Васлуй». Згодом він повернувся на батьківщину і став гравцем клубу «Іскра-Сталь».
У 2007 році він знову поїхав за кордон, на цей раз в Азербайджан, де підписав контракт з клубом «Стандард» (Баку), який з 2008 року представляв Сумгаїт. Відіграв за цю команду наступні три сезони своєї ігрової кар'єри, а потім ще рік провів у іншій місцевій команді «Мугань».
Після недовгого періоду в молдавській «Академії УТМ» і азербайджанському «Турані» (Товуз), Писле остаточно повернувся на батьківщину, в «Костулень».
По ходу сезону 2013/14 він перейшов у «Тирасполь», з яким того ж сезону став віце-чемпіоном Молдови. У першій половині сезону 2014/15 Писла виступав за «Веріс», а в на початку 2015 року перейшов в «Зімбру».
У липні того ж року півзахисник став гравцем тираспольського клубу «Динамо-Авто». Дебютував в команді 25 липня в матчі чемпіонату проти «Академії» і забив переможний гол у кінцівці зустрічі.
Надалі протягом 2016—2019 років захищав кольори клубів «Академія УТМ», «Сперанца» (Ніспорени), «Петрокуб» та «Зімбру».
До складу клубу «Сперанца» (Ніспорени) приєднався 2020 року. За сезон зіграв сумарно 17 матчів і забив 4 голи.
В 2021 році перейшов до лав «Мілсамі».

## Виступи за збірну
У 2005 році зіграв два матчі за юнацьку збірну Молдови (U-19).
У 2007—2008 роках він виступав у складі молодіжної збірної Молдови.
11 листопада 2011 року зіграв свій єдиний матч у складі національної збірної Молдови в товариському матчі проти Грузії (0:2), вийшовши на заміну на 78 хвилині замість Євгена Чеботару.